# Найкращий із можливих світів

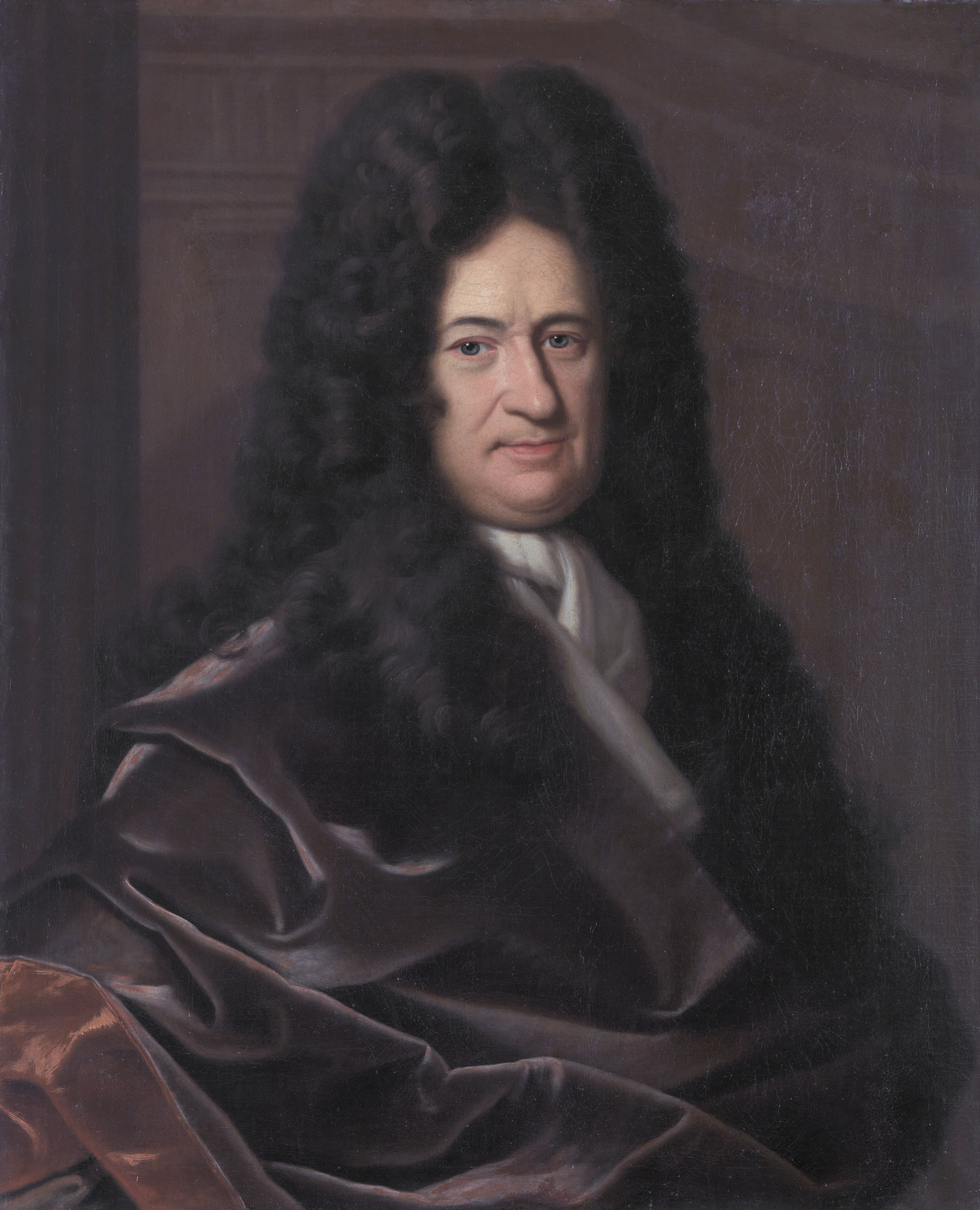
Готфрід Лейбніц

Термін «найкращий з усіх можливих світів» (фр. le meilleur des mondes possibles; нім. Die beste aller möglichen Welten) запропонований німецьким математиком і філософом Готфрідом Лейбніцем у трактаті «Теодицея» (1710 р.) . Теза про те, що дійсний світ є найкращим із усіх можливих світів, є центральним аргументом трактату і теоретичної філософської бази Лейбніца та його спроби вирішити проблему зла.

## Проблема зла
Проблематика зла в теологічній філософії формулюється наступним чином: якщо Бог всемогутній і всезнаючий, то як тоді можна пояснити страждання та несправедливість, які існують у світі? Історично спроби відповісти на це питання робилися з використанням різних аргументів, наприклад, пояснюючи зло чи примиряючи зло з добром.
Цю свою теорію досконалого світу Лейбніц докладно виклав у своїй роботі «Монадологія» у п'яти постулатах:
1. У Бога присутня ідея безлічі світів.
2. Тільки один із цих всесвітів може існувати в реальності.
3. Вибір Бога є невипадковим і спирається на принцип достатньої причини. Тобто Бог має причину вибирати той чи інший варіант.
4. Бог благий, оскільки це виходить з самої ідеї «Бога». І він ніяк неможе бути злим.
5. Отже, всесвіт, який обрав Бог, є найкращим із усіх можливих варіантів[2] [b].

Свою теорію Лейбніц моделював у рамках християнства. По-перше, Біблія довела існування та роль Бога як творця світу. По-друге, «Бог діє завжди найдосконалішим і найбільш бажаним чином». Отже, таким чином Його вибір завжди буде найкращим. Оскільки всі передумови справедливі (в рамках християнської теології та сомої концепції існування Бога), Лейбніц міркував, що «Всесвіт, який обрав Бог, є найкращим із усіх можливих світів» так як світ який обрав сам Бог, не може бути фіктивним.
Міркуючи про це, Лейбніц визнає, що у світі, створеному Богом, є зло, оскільки він вважав що Бог не може існувати без концепції зла, так як це взаємо пов'язані речі. Тим не менш, Лейбніц вказував, що існування зла не обов'язково має погіршувати світ і без зла світ, можливо, був би гіршим. На думку Лейбніца «зло є передумовою ще більшого блага». Іншими словами, Лейбніц стверджував, контраст, що створюється існуванням зла, призводить до створення набагато більшого добра. Без існування зла добро не може бути гідно оцінено, воно сприйматиметься як належне і повсякденне. Лейбніц писав: «недосконалість у частині може знадобитися для досконалості загалом». Реакція людей на зло може допомогти їм зрозуміти добро та діяти відповідно. Тобто, на думку Лейбніца, зло плекає добро, що призводить до досконалої системи їхньої взаємодії.
На перший погляд може бути незрозуміло, що створення зла суперечить природі Бога. Для вирішення цієї проблеми Лейбніц звернувся до ідей, які розробив Аврелій Августин: «Зло, хоч і існує, але не є сущим, а лише відхиленням від стандартного фону добра як Єдиного сущого». Іншими словами, зло не може існувати без добра так само, як дірка від бублика не існує без самого бублика. «Бог нескінченний, а диявол обмежений; добро може поширюватися в безкінечність, а зло має свої межі». Використовуючи модель зла Августина, Лейбніц показує, чому світ зі злом приносить більше добра і, отже, краще, ніж світ без зла.

## Критика

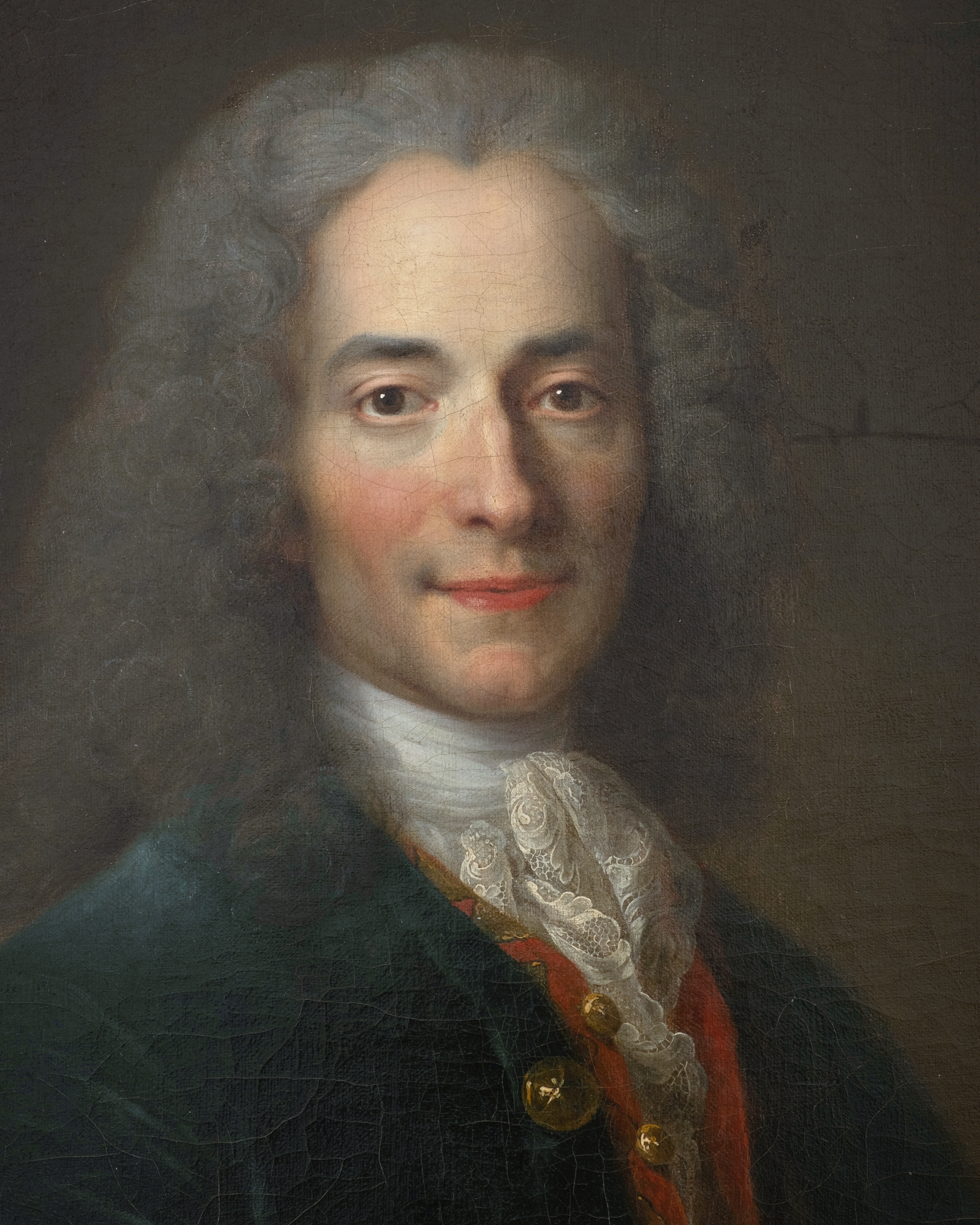
Вольтер — опонент Лейбніца

Критики Лейбніца стверджують, що у світі надто багато страждань, щоб виправдати той оптимізм який заклав у свою теорію Лейбніц. Вольтер як головний його критик, висміяв оптимізм Лейбніца в сатиричному романі " Кандід, або Оптимізм " (де фразу про найкращій із можливих світів раз у раз повторює горе-філософ Панглосс, що потрапляє в кошмарні ситуації).
Хоча Лейбніц і стверджував, що страждання це добре, бо воно спонукає людську волю. Критики стверджують, що ступінь страждання надто великий, щоб спростувати віру в те, що Бог створив «найкращий із усіх можливих світів». Лейбніц вирішує цю проблему, вказуючи на різницю між тим, що Бог планує здійснити (попередня воля) і чому Він дозволяє відбуватися (наступна воля). Християнський філософ Елвін Плантинга, критикуючи теорію Лейбніца, стверджував, що, ймовірно, немає такої речі, як «найкращий з усіх можливих світів», оскільки завжди можна уявити ще кращий світ, такий як світ з ще одним праведником.
Англійський аналітичний філософ Бертран Рассел вважав Теодицею Лейбніца нелогічною. Рассел стверджував, що моральне та фізичне зло має бути результатом метафізичного зла (недосконалості). Але недосконалість — це просто обмеження; якщо існування є досконалістю, як стверджує сам Лейбніц, тоді саме існування зла вимагає, щоб зло також було добром. Крім того, християнське лібертаріанство (не пов'язане з політичним лібертаріанством) визначає гріх не як необхідний, а як випадковий результат вільної волі.
Іншим філософом, якого згадують у зв'язку з Лейбніцем, є Кант. Хоча Лейбніц значною мірою вплинув на Канта, останній вважав, що філософія Лейбніца «вводить в оману». Кант вважав, що вводить в оману характер робіт Лейбніца пов'язані з однобічністю його теорії.
Математик Поль дю Буа-Реймон у своїх «Лейбніцевих думках у сучасній науці» писав, що Лейбніц думав про Бога як про математику.